# پناهگاه سنگی سراب شیرزادی ۲
پناهگاه سنگی سراب شیرزادی ۲ مربوط به دوره ساسانیان - سده‌های میانه دوران‌های تاریخی پس از اسلام است و در شهرستان گیلانغرب، بخش مرکزی، دهستان چله، ۵۳۰ متری شرق روستای سراب شیرزادی واقع شده و این اثر در تاریخ ۱۸ اسفند ۱۳۸۷ با شمارهٔ ثبت ۲۴۸۸۳ به‌عنوان یکی از آثار ملی ایران به ثبت رسیده است.